# Desaparecido (série de televisão)
Kidnapped (Brasil/Portugal: Desaparecido) é uma série de televisão dos Estados Unidos, do gênero drama, da Sony Entertainment Television que foi exibida pela rede NBC. A série foi cancelada depois de uma temporada, e esteve no ar de  20 de setembro de 2006 a 11 de agosto de 2007.

## Sinopse
A história é acerca do dia-a-dia da investigação do sequestro de Leopold, que é filho de uma poderosa e influente família, os Cain, que vivem em Nova Iorque. Os seus pais, quando descobriram que Leo foi raptado a caminho da escola, recorreram a um investigador particular, Knapp, que é um ex-agente do FBI, que tem o seu prestígio devido à sua discrição e ao seu trabalho bem-sucedido). Knapp tem o objetivo de encontrar o jovem o mais rapidamente possível e resguardar os segredos da família.
No Brasil a série encontra-se em exibição.

## Elenco

### Elenco principal
| Ator               | Papel                |
| ------------------ | -------------------- |
| Timothy Hutton     | Conrad Cain          |
| Dana Delany        | Ellie Rand Cain      |
| Will Denton        | Leopold Cain         |
| Jeremy Sisto       | Lucian Knapp         |
| Carmen Ejogo       | Turner               |
| Delroy Lindo       | Latimer King         |
| Mykelti Williamson | Virgil Hayes         |
| Linus Roache       | Andrew "Andy" Archer |

### Elenco de apoio
| Ator               | Papel                |
| ------------------ | -------------------- |
| Michael Mosley     | Agente do FBI Atkins |
| Lydia Jordan       | Alice Cain           |
| Olivia Thirlby     | Aubrey Cain          |
| James Urbaniak     | O Contador           |
| Anthony Rapp       | "Larry" Kellogg      |
| Mädchen Amick      | Gutman               |
| Giancarlo Esposito | Agente do FBI Vance  |
| Ricky Jay          | Roger Prince         |
| Tyler Pierce       | ND Agente 1          |
| Otto Sanchez       | Não Sei              |